# 남부바늘발톱갈라고
남부바늘발톱갈라고 또는 남부바늘발톱부시베이비(Euoticus elegantulus)는 갈라고과에 속하는 영장류의 일종이다. 카메룬, 중앙아프리카공화국, 콩고공화국, 적도기니 그리고 가봉에서 발견되며, 앙골라와 콩고민주공화국에도 서식하는 것으로 보인다. 자연 서식지는 아열대 또는 열대 건조 기후 지역의 숲이다. 멸종 위기종으로 취급되지는 않지만, 일부 지역의 개체군은 서식지 감소로 생존이 위협받고 있다.